# Giovanni Battista Pacetti
Pour les articles homonymes, voir Pacetti.
Giovanni Battista Pacetti, dit Lo Sguazzino (Città di Castello, 1593 - ...) est un peintre italien qui fut actif surtout en Ombrie.

## Biographie
Giovanni Battista Pacetti est un peintre de l'école romaine. Il a réalisé de nombreuses œuvres, spécialement dans la cathédrale de sa ville natale Città di Castello, à Pérouse et à Bevagna. La date de sa mort n'est pas connue. La qualité de ses travaux est inconstante à cause de leur rapidité d'exécution, ce qui lui a valu le surnom de « Sguazzino ».

## Œuvres
- Deux Saints martyrs, pinacothèque communale de Città di Castello
- Ange gardien et Vierge soutenue par les anges, Cappella dell'Angelo Custode, Cathédrale de Città di Castello.
- Jésus-Christ dans le jardin de Gethsémani, La Danse des anges, chapelle de la famille Ranucci, Cathédrale de Città di Castello.
- Crucifixion, église Sainte-Catherine
- Cinq lunettes, église San Domenico, Città di Castello.